# Athol (Massachusetts, város)
Athol város az USA Massachusetts államában, Worcester megyében. Lakosainak száma 11 945 fő (2020. április 1.).

## Népesség
A település népességének változása:

| 2010 | 11 584 |
| 2020 | 11 945 |